# Chiesa di Santa Maria Maggiore (Gessopalena)
La chiesa di Santa Maria Maggiore è sita a Gessopalena, in provincia di Chieti e arcidiocesi di Chieti-Vasto.

## Storia

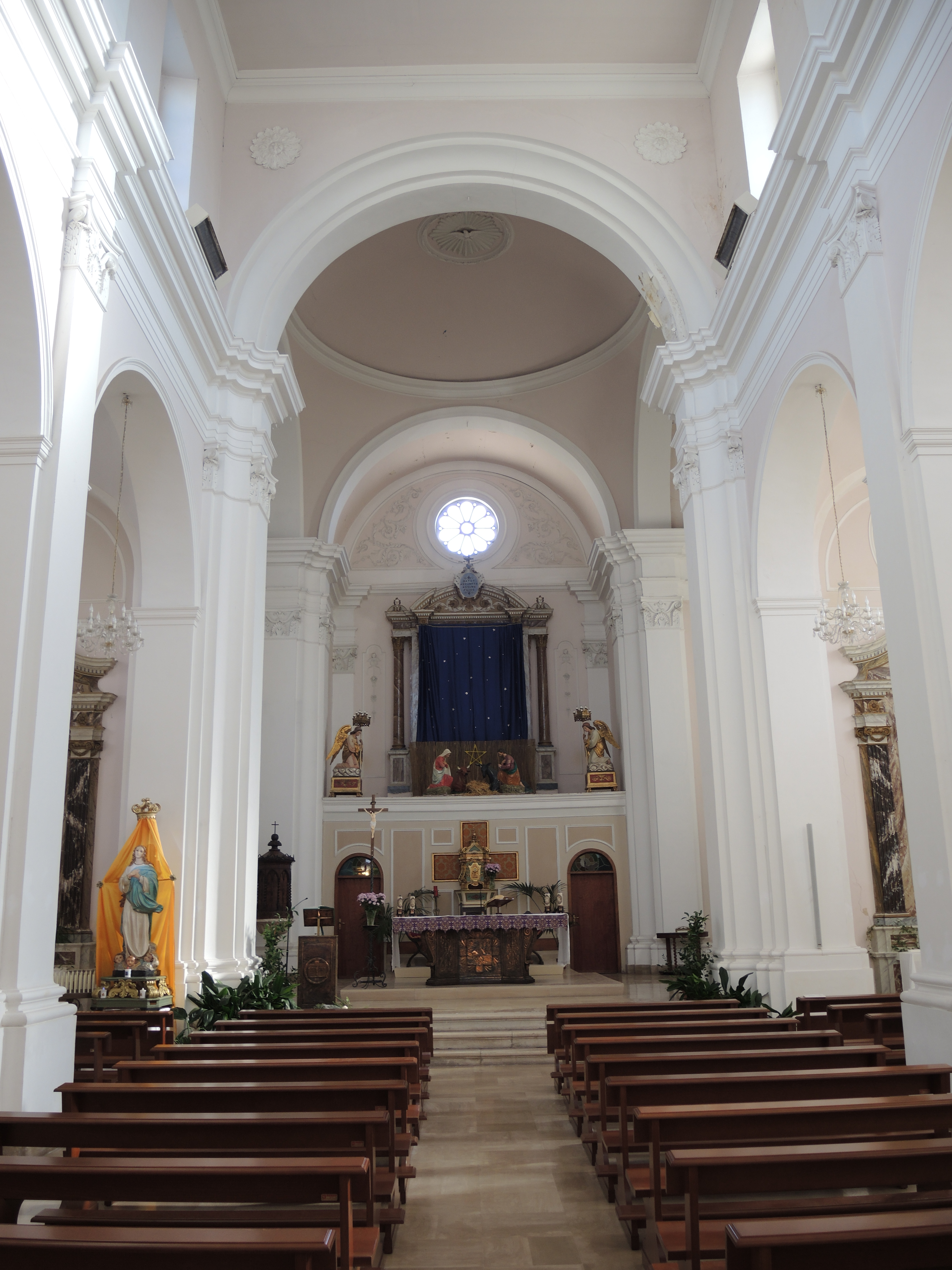
Interno

La prima menzione della chiesa risale al 1059 quando una bolla papale la cita come pieve Santa Maria. La chiesa, come la vediamo ora, è frutto di una ricostruzione avvenuta nel XIX secolo. Dopo la seconda guerra mondiale nel lato prospiciente la piazza è stata installata la porta della chiesa dell'Assunta, anch'essa sita a Gessopalena.

## Descrizione

### L'esterno
La facciata è suddivisa in tre parti mediante quattro paraste. La facciata è a salienti. Il portale è posto incorniciato da lesene con capitelli dorici e un architrave. Ai lati del portale sono poste due nicchie. Il portale proveniente dalla chiesa dell'Assunta presenta una strombatura con arco a tutto sesto.

## L'interno
L'interno è suddiviso a tre navate mediante dei pilastri collegati con archi a tutto sesto. La navata centrale presenta una copertura piana mentre le laterali hanno la copertura con volta a vela. Presso l'intersezione fra il transetto e la navata centrale si erge una calotta semisterica. Le pareti interne della chiesa è completamente color rosa. L'altare principale è realizzato mediante dei piedistalli, capitelli dorici, trabeazione e coronamento con timpano. Gli altari minori sono realizzai mediante paraste, capitelli dorati e pezzi di trabeazione che sorreggono un timpano con al centro tele raffiguranti dei santi.
Le opere conservate sono due quadri laterali incassati in altari in scagliola policroma, uno della Madonna del Purgatorio di Francesco maria De Benedictis da Guardiagrele, l'altro il Transito di San Giuseppe di Nicola d'Ascenzo da Torricella, copiato da un originale di Giuseppe Bertini. Altre opere dipinte presso i capialtare delle due navate laterali sono Cristo e l'adultera di Ferdinando Palmerio da Guardiagrele e una Madonna Addolorata di anonimo.
Presso il presbiterio si trovano due statue, una di San Gaetano e l'altra dell'Addolorata usata per il Venerdì santo. L'altare maggiore a balaustra ha un tabernacolo classico in scagliola con un dipinto della Vergine Assuhta di Francesco de Benedictis da Guardiagrele.
Altre statue in cartapesta sono un Sant'Emidio e una Madonna Immacolata.